# Sarcophaga edwardsiana
Sarcophaga edwardsiana är en tvåvingeart som beskrevs av Zumpt 1972. Sarcophaga edwardsiana ingår i släktet Sarcophaga och familjen köttflugor.
Artens utbredningsområde är Kenya. Inga underarter finns listade i Catalogue of Life.